# Gloria Anzaldúa
Gloria Evangelina Anzaldúa (Harlingen, 26 settembre 1942 – Santa Cruz, 15 maggio 2004) è stata una sociologa e scrittrice statunitense di teoria culturale chicana, teoria femminista e teoria queer.
Il suo libro più famoso dal titolo Borderlands / La Frontera: The New Mestiza è ispirato alla sua vita al confine tra Messico e Texas e raccoglie le sue esperienze di emarginazione sociale e culturale.

## Primi anni e istruzione
Anzaldúa nacque nella valle Rio Grande, nel sud del Texas, da Urbano Anzaldúa e Amalia Anzaldúa nata García. Era un discendente di molti dei più importanti esploratori e coloni spagnoli arrivati nelle Americhe nel XVI e XVII secolo e aveva anche origini indigene. Il suo cognome è di origine basca.
Quando aveva undici anni, la sua famiglia si trasferì a Hargill. Nel 1968 conseguì una laurea in inglese, arte e istruzione secondaria presso l'Università del Texas-Panamericana e un master in inglese e istruzione presso l'Università del Texas ad Austin, dove si unì a poeti culturali politicamente attivi e drammaturghi radicali come Ricardo Sanchez e Hedwig Gorski.

## Carriera e opere principali
Dopo aver conseguito un Bachelor of Arts in inglese presso l'allora Pan American University (ora University of Texas Rio Grande Valley), lavorò come insegnante di scuola materna e di educazione speciale. Nel 1977 si trasferì in California, dove iniziò a scrivere, a tenere conferenze e occasionalmente ad insegnare femminismo, cultura chicana e scrittura creativa presso la San Francisco State University, l'Università della California, Santa Cruz, la Florida Atlantic University e altri atenei.
È forse più famosa per aver curato This Bridge Called My Back: Writings by Radical Women of Color (1981) con Cherríe Moraga e Making Face, Making Soul / Haciendo Caras: Creative and Critical Perspectives di Women of Color (1990), e co-editing This Bridge We Call Home: Radical Visions for Transformation (2002). Inoltre scrisse l'opera semi-autobiografica Borderlands / La Frontera: The New Mestiza (1987). Al momento della sua morte era vicina al completamento del manoscritto del libro Light in the Dark / Luz en lo Oscuro: Rewriting Identity, Spirituality, Reality, che aveva anche pianificato di presentare come sua dissertazione. Fu pubblicato postumo dalla Duke University Press (2015). I suoi libri per bambini includono Prietita Has a Friend (1991), Friends from the Other Side   - Amigos del Otro Lado (1993) e Prietita y La Llorona (1996). Inoltre fu autrice di molte opere di fantasia e poetiche.
Numerosi sono i suoi contributi ai campi del femminismo, della teoria culturale chicana e della teoria queer. I suoi saggi sono considerati testi fondamentali nel campo fiorente della filosofia Latinx.
Scrisse un discorso intitolato Speaking in Tongues: A Letter to Third World Women Writers concentrandosi sul passaggio verso una rappresentazione di genere equa e giusta nella letteratura ma lontano dalle questioni razziali e culturali a causa dell'ascesa di scrittrici e teoriche donne. Inoltre sottolineò il potere della scrittura per creare un mondo che compensi ciò che il mondo reale non offre.

### This Bridge Called My Back
Il saggio La Prieta tratta della sua manifestazione di pensieri e orrori che hanno costituito la sua vita in Texas. Anzaldúa si identifica come un'entità senza una casa figurativa e / o persone con cui relazionarsi completamente. Per completare questa carenza crea il suo santuario Mundo Zurdo in base al quale la sua personalità trascende le linee basate sulla norma di relazionarsi con un certo gruppo. Invece nel suo Mundo Zurdo è come uno "Shiva, un corpo con molte braccia e gambe con un piede su terra bruna, uno su bianco, uno nella società eterosessuale, uno nel mondo gay, nel mondo degli uomini, delle donne, un arto nel mondo letterario, un altro nella classe operaia, nel mondo socialista e in quello occulto". Il brano descrive le battaglie di identità che l'autore ha dovuto affrontare per tutta la sua vita. Sin dalla prima infanzia Anzaldúa dovette affrontare la sfida di essere una donna di colore. Fin dall'inizio fu esposta alla sua gente, al razzismo della sua famiglia e alla "paura delle donne e della sessualità". Il razzismo interiorizzato della sua famiglia la classificò immediatamente come "l'altra" a causa del loro pregiudizio secondo cui essere bianca e di carnagione chiara significhi prestigio e regalità, quando il colore sottomette uno ad essere quasi la feccia della società (proprio come sua madre si era lamentata dei suoi appuntamenti a prieta con un mojado dal Perù). La famiglia in cui crebbe era quella in cui la figura maschile era il capo autoritario, mentre la madre era bloccata in tutti i pregiudizi di questo paradigma. Sebbene questa fosse la posizione difficile in cui la società patriarcale bianca aveva scelto donne di colore, gay e lesbiche, lei non le considera l'arcinemico, perché credeva che "lanciare pietre non fosse la soluzione" e che razzismo e sessismo non provenivano solo dai bianchi ma anche dalle persone di colore. Per tutta la vita, il razzismo interiore e il sessismo della sua infanzia l'avrebbero perseguitata, poiché spesso le veniva chiesto di scegliere la sua lealtà, sia che si trattasse di donne, persone di colore o gay / lesbiche. La sua analogia con Shiva è ben adattata, poiché decide di andare contro queste convenzioni ed entrare nel suo mondo Mundo Zurdo, che consente al sé di andare più in profondità, di trascendere le linee di convenzione e, allo stesso tempo, di ricreare il sé e la società. Questa è per Anzaldúa una forma di religione, quella che permette al sé di affrontare le ingiustizie che la società le lancia e di uscire come una persona migliore, una persona più ragionevole.
Una voce nel libro intitolata Speaking In Tongues: A Letter To Third World Women Writers mette in luce i pericoli che le donne scrittrici di colore affrontano, e questi pericoli sono radicati nella mancanza di privilegi. Parla della trasformazione degli stili di scrittura e di come ci viene insegnato a non esprimere le nostre verità. Le persone vengono emarginate perché parlano e scrivono con le loro lingue native. Anzaldúa vuole che più donne scrittrici di colore siano visibili e ben rappresentate nel testo. Il suo saggio ci obbliga a scrivere con compassione e con amore. Perché la scrittura è una forma per guadagnare potere pronunciando le nostre verità, ed è vista come un modo per decolonizzare, resistere e unire le donne di colore collettivamente all'interno del movimento femminista.

### Borderlands / La Frontera: The New Mestiza
È molto conosciuta per questo libro semi-autobiografico, che parla della sua vita crescendo al confine tra Messico e Texas. È stato selezionato come uno dei 38 migliori libri del 1987 dal Library Journal. Borderlands esamina la condizione delle donne nella cultura chicana e latina. Anzaldúa discute diverse questioni critiche legate alle esperienze di una chicana: eteronormatività, colonialismo e dominio maschile. Dà un resoconto molto personale dell'oppressione delle lesbiche chicane e parla delle aspettative di comportamento di genere che normalizzano la deferenza delle donne verso l'autorità maschile nella sua comunità. Sviluppa l'idea della "nuova meticcia" come una "nuova coscienza superiore" che abbatterà le barriere e combatterà contro le norme dualistiche di genere maschile / femminile. La prima metà del libro parla dell'isolamento e della solitudine nelle terre di confine tra le culture. L'ultima metà del libro è poesia. Nel libro, Anzaldúa utilizza due varianti dell'inglese e sei varianti dello spagnolo. In questo modo, rende deliberatamente difficile la lettura per i non bilingui. La lingua era una delle barriere affrontate da Anzaldúa da bambina e voleva che i lettori capissero quanto siano frustranti le cose quando ci sono barriere linguistiche. Il libro è stato scritto come uno sfogo alla sua rabbia e incoraggia ad essere orgogliosi della propria eredità e cultura.
Light in the Dark⁄Luz en lo Oscuro: Rewriting Identity, Spirituality, Reality
Anzaldúa scrisse Light in the Dark durante l'ultimo decennio della sua vita. L'opera è tratta dalla sua dissertazione incompiuta per il suo dottorato di ricerca in letteratura presso l'Università della California, Santa Cruz e rappresenta la sua filosofia più sviluppata. In Light in the Dark, Anzaldúa intreccia narrazioni personali in letture teoriche profondamente coinvolgenti per commentare numerose questioni contemporanee, inclusi gli attacchi dell'11 settembre, le pratiche neocoloniali nel mondo dell'arte e la politica di coalizione. Valorizza forme e metodi subalterni di conoscere, essere e creare che sono stati marginalizzati dal pensiero occidentale e teorizza il suo processo di scrittura come pratica artistica, spirituale e politica pienamente incarnata. Light in the Dark contiene molteplici teorie trasformative, tra cui le nepantleras, l'imperativo Coyolxauhqui, l'attivismo spirituale ecc.

## Temi trattati

### Nepantlismo
Anzaldúa attinse a Nepantla, una parola nahuatl che significa "nel mezzo" per concettualizzare la sua esperienza di donna chicana, coniando il termine nepantlera. "I nepantleras sono persone soglia: si muovono all'interno e tra mondi multipli, spesso in conflitto, e rifiutano di allinearsi esclusivamente con ogni singolo individuo, gruppo o sistema di credenze".

### Spiritualità
Anzaldua si descriveva come una persona molto spirituale e dichiarò di aver vissuto quattro esperienze extracorporee durante la sua vita. In molte delle sue opere fa riferimento alla sua devozione per la Madonna di Guadalupe, per le divinità nahuatl e tolteche, e per il yoruba Orisha Yemayá e Oshun. Nel 1993 espresse rammarico per il fatto che gli studiosi avessero in gran parte ignorato gli aspetti spirituali "non sicuri" di Borderlands e lamentarono la resistenza a una parte così importante del suo lavoro. Nei suoi scritti successivi sviluppò i concetti di attivismo spirituale e nepantleras per descrivere i modi in cui gli attori sociali contemporanei possono combinare la spiritualità con la politica per attuare un cambiamento rivoluzionario.

### Lingua e "terrorismo linguistico"
Le opere di Anzaldua intrecciano inglese e spagnolo come un'unica lingua, un'idea che nasce dalla sua teoria dell'identità "borderlands". Il suo saggio autobiografico La Prieta è stato pubblicato (principalmente) in inglese in This Bridge Called My Back, e in (principalmente) spagnolo in Esta puente, mi espalda: Voces de mujeres tercermundistas en los Estados Unidos. Nella sua scrittura, Anzaldúa utilizza una miscela unica di otto dialetti, due varianti dell'inglese e sei dello spagnolo. In molti modi, scrivendo in un mix di lingue, crea un compito arduo per il lettore non bilingue per decifrare il pieno significato del testo. La lingua, chiaramente uno dei confini affrontati da Anzaldúa, è una caratteristica essenziale della sua scrittura. Il suo libro è dedicato all'essere orgogliosi della propria eredità e al riconoscimento delle molte dimensioni della sua cultura.
Anzaldúa sottolinea nella sua scrittura la connessione tra lingua e identità. Esprime sgomento per le persone che hanno rinunciato alla loro lingua madre per conformarsi alla società in cui si trovano. Fu spesso rimproverata per il suo accento spagnolo improprio e credeva che fosse un aspetto forte della sua eredità, pertanto, etichetta l'etichettatura qualitativa del linguaggio "terrorismo linguistico". Trascorse molto tempo a promuovere l'accettazione di tutte le lingue e gli accenti. Nel tentativo di esporre la sua posizione sulla linguistica e le etichette spiegò: "Mentre io sostengo di mettere chicana, tejana, poeta della classe operaia e del femminismo, scrittrice teorica davanti al mio nome, lo faccio per ragioni diverse da quelle della cultura dominante ... in modo che la chicana e la lesbica e tutte le altre persone in me non vengano cancellate, omesse o uccise."

### Salute e corpo
Anzaldúa ebbe le prime mestruazioni quando aveva solo tre mesi, un sintomo della condizione endocrina che le fece smettere di crescere fisicamente all'età di dodici anni. Da bambina indossava cinture speciali modellate per lei dalla madre per mascherare il suo precoce sviluppo sessuale, e indossava un panno nelle mutande in caso di sanguinamento. Anzaldúa ricorda: "Portavo [i panni insanguinati] in questo capanno, li lavavo e li appendevo molto in basso su un cactus in modo che nessuno li vedesse.... I miei genitali... [erano] sempre un luogo puzzolente che gocciolava sangue e doveva essere nascosto." In seguito subì un'isterectomia nel 1980 quando aveva 38 anni per affrontare anomalie uterine, cervicali e ovariche.

### Mestizae cultura di confine
Uno dei suoi contributi principali fu la sua introduzione al pubblico accademico degli Stati Uniti del termine mestizaje,  che significa uno stato di essere al di là della concezione binaria. Nei suoi lavori teorici descriveva una mestizaje come un individuo consapevole delle sue identità contrastanti e intrecciate e che utilizza questi "nuovi angoli di visione" per sfidare il pensiero binario nel mondo occidentale. Le "terre di confine" a cui si riferisce nella sua scrittura sono geografiche e un riferimento a razze miste, eredità, religioni, sessualità e lingue. Anzaldúa era interessata principalmente alle contraddizioni e giustapposizioni di identità contrastanti e intersecanti. Sottolinea che doversi identificare come un sesso certo, etichettato, può essere dannoso per la propria creatività e per quanto seriamente le persone ti prendono come produttore di beni di consumo. Il modo di pensare della "nuova meticcia" è illustrato nel femminismo postcoloniale.
Anzaldúa invitò persone di etnie diverse a confrontarsi con le loro paure per andare avanti in un mondo meno odioso e più utile. Ne La Conciencia de la Mestiza: Towards a New Consciousness, un testo spesso usato nei corsi di studio delle donne, Anzaldúa insiste sul fatto che il separatismo invocato dai chicani non stesse promuovendo la causa, ma piuttosto mantenendo la stessa divisione razziale in atto. Molte delle opere di Anzaldúa sfidano lo status quo dei movimenti in cui fu coinvolta. Sfidò questi movimenti nel tentativo di far accadere un vero cambiamento al mondo piuttosto che a gruppi specifici. La studiosa Ivy Schweitzer scrive: "la sua teoria di una nuova coscienza di confine o meticciato ha aiutato ad avviare nuove indagini in diversi campi: femminista, americanista [e] postcoloniale".

### Sessualità
Allo stesso modo in cui Anzaldúa scriveva spesso che sentiva di non poter essere classificata solo come parte di una razza o dell'altra, sentiva di possedere una multi-sessualità. Crescendo, dichiarò di sentire una "sessualità intensa" nei confronti di suo padre, degli animali e persino degli alberi. Era attratta e in seguito ebbe relazioni sia con uomini che con donne, sebbene nella maggior parte dei suoi scritti si identificasse come lesbica. Anzaldúa scrisse molto sulla sua identità queer e sull'emarginazione di queste persone, in particolare nelle comunità non bianca.

### Femminismo
Anzaldúa si identifica nella sua scrittura come femminista e le sue opere principali sono spesso associate al femminismo chicano e al femminismo postcoloniale. Scrisse dell'oppressione che sperimentò specificamente come donna non bianca, così come dei ruoli di genere restrittivi che esistono all'interno della comunità chicana. In Borderlands affronta anche argomenti come la violenza sessuale perpetrata contro le donne non bianche. Il suo lavoro teorico sulla cultura di confine è considerato un precursore della filosofia Latinx.

## Premi
- Before Columbus Foundation American Book Award (1986) - This Bridge Called My Back: Writings by Radical Women of Color[25]
- Lambda Lesbian Small Book Press Award (1991)[26]
- Premio per i diritti delle lesbiche (1991)[27]
- Sappho Award of Distinction (1992)
- National Endowment for the Arts Fiction Award (1991)[28]
- Premio alla carriera dell'American Studies Association (Premio Bode-Pearson - 2001)[29]

Inoltre, il suo lavoro Borderlands / La Frontera: The New Mestiza è stato riconosciuto come uno dei 38 migliori libri del 1987 dal Library Journal e uno dei migliori 100 libri del secolo sia dal Hungry Mind Review che dall'Utne Reader.
Nel 2012 fu nominata da Equality Forum come una delle 31 icone del mese della storia LGBT.

## Morte
Morì nel 2004 nella sua casa di Santa Cruz, in California, per complicazioni dovute al diabete. Al momento della sua morte stava lavorando al completamento della sua dissertazione per ricevere il dottorato in lettere presso l'Università della California, Santa Cruz, assegnatole postumo nel 2005.

## Opere
- This Bridge Called My Back: Writings by Radical Women of Color (1981), co-edited with Cherríe Moraga, 4th ed., Duke University Press, 2015. ISBN 0-943219-22-1
- Borderlands/La Frontera: The New Mestiza (1987), 4th ed., Aunt Lute Books, 2012. ISBN 1-879960-12-5
- Making Face, Making Soul/Haciendo Caras: Creative and Critical Perspectives by Feminists of Color, Aunt Lute Books, 1990. ISBN 1-879960-10-9
- Interviews/Entrevistas, edited by AnaLouise Keating, Routledge, 2000. ISBN 0-415-92503-7
- This Bridge We Call Home: Radical Visions for Transformation, co-edited with AnaLouise Keating, Routledge, 2002.  ISBN 0-415-93682-9
- The Gloria Anzaldúa Reader, edited by AnaLouise Keating. Duke University Press, 2009. ISBN 978-0-8223-4564-0
- Light in the Dark/Luz en lo Oscuro: Rewriting Identity, Spirituality, Reality, edited by AnaLouise Keating, Duke University Press, 2015. ISBN 978-0-8223-6009-4

### Libri per bambini
- Prietita Has a Friend (1991)
- Friends from the Other Side / Amigos del Otro Lado (1995)
- Prietita y La Llorona (1996)
- La fea (1958)